# Аполлон-19
«Аполлон-19» — нереализованный полёт на Луну американского пилотируемого космического корабля серии «Аполлон». По первоначальному и затем дополнительному графикам программы «Аполлон» был предусмотрен в числе нереализованных трёх лунных полётов, планировался (до отмены в январе 1970 года) на декабрь 1973 года, имел в значительной мере изготовленные экземпляры ракеты-носителя Сатурн-5 и корабля, выбранное место посадки (первоначально – кратер Коперник, затем, после переформатирования лунной программы, район Хэдли—Апеннин (лунные Апеннины).

## Экипаж
- Командир — Фред Хейз
- Пилот командного модуля — Уильям Поуг
- Пилот лунного модуля — Джеральд Карр

## Резервный экипаж
- Командир — Энтони Инглэнд
- Пилот командного модуля — Генри Хартсфилд
- Пилот лунного модуля — Дональд Питерсон

## Фото экипажа

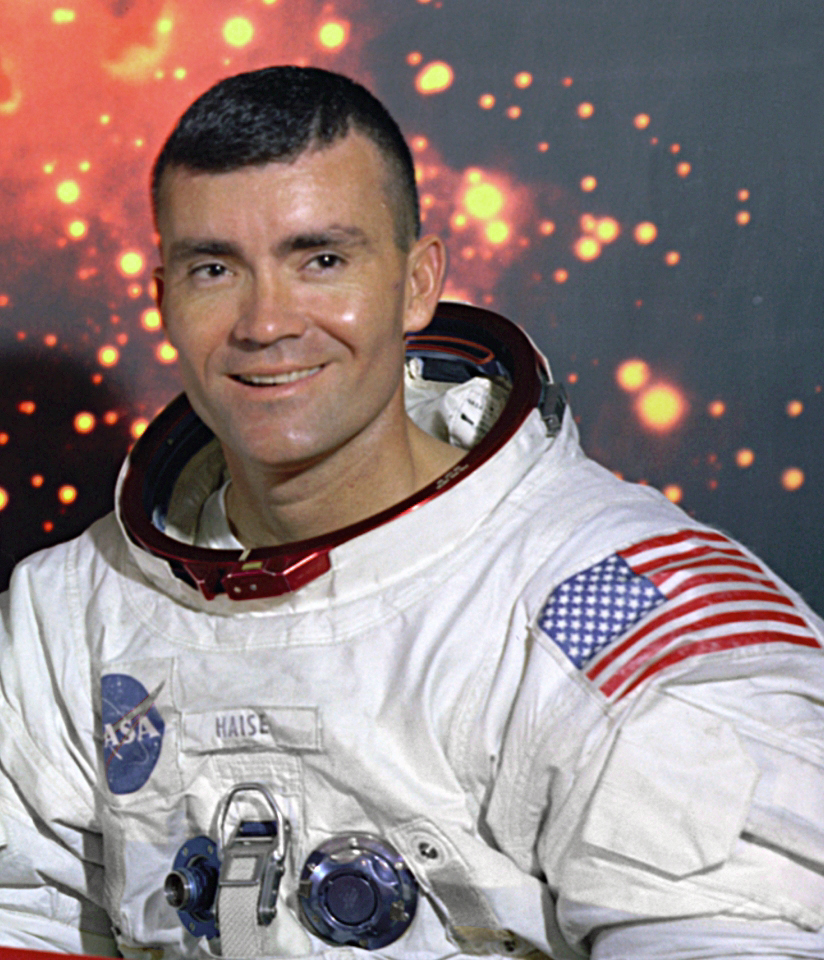
Хейз Фред Уоллес
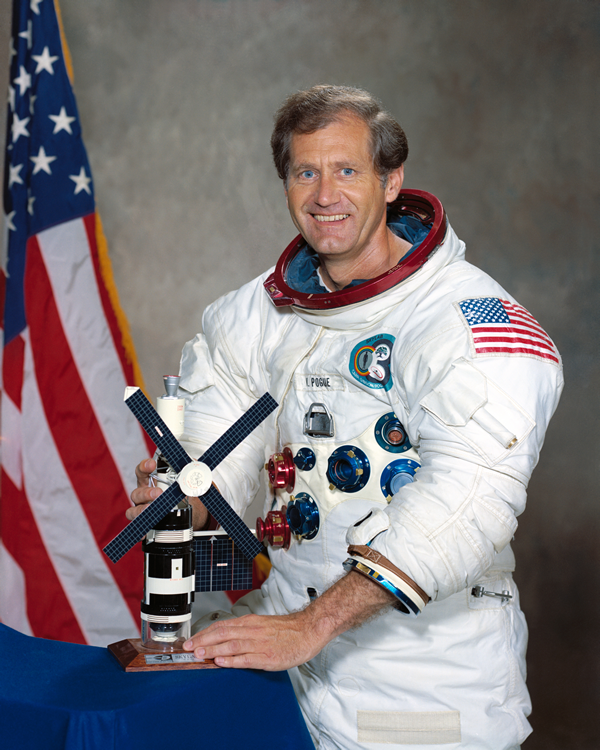
Уильям Поуг
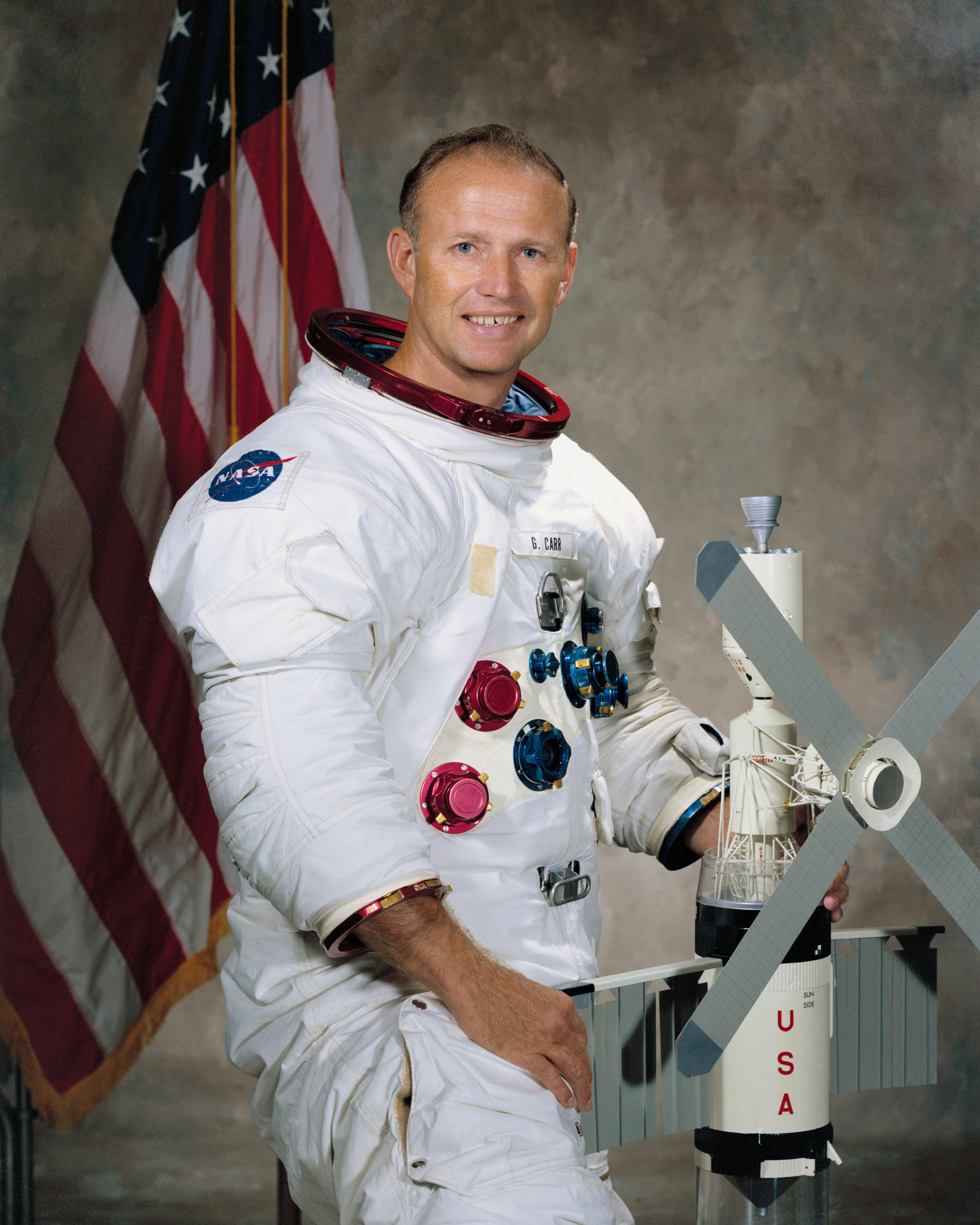
Джеральд Карр

## Предыстория и отмена старта
Вскоре после успешного прилунения Аполлона-11 НАСА объявило 29 июля 1969 года об изменениях в лунной программе. Полет Аполлона-19 был предусмотрен на июль 1972 года. Но уже в январе 1970 года, ещё перед драматической миссией Аполлона-13, полет Аполлона-20 исключили из программы, так что Аполлон-19 теперь стал заключительным полетом. А 2 сентября 1970 года, между полетами Аполлон-13 и Аполлон-14, НАСА объявило о новых изменениях в полетах на Луну. Отменялись полеты по программам — Аполлон-15 и Аполлон-19, а планы полетов и программы Аполлонов с 16 по 18 будут выполнять миссии Аполлонов с номерами с 15 по 17. С одной стороны, причина для этих перестановок была напряженная финансовая ситуация в НАСА, с другой — почти катастрофа Аполлона-13.

## Судьба экипажа
- Фред Уоллес Хейз, летавший на Аполлон-13 в 1970 году, больше не летал в космос
- Уильям Рид Поуг выполнил полёт в составе экипажа Скайлэб-4 в 1973 году, позже тесты-полеты на шаттле "Энтерпрайз"
- Джеральд Пол Карр выполнил полёт в составе экипажа Скайлэб-4 в 1973 году